# Dissulfeto de carbono
Dissulfeto de carbono é um líquido incolor, volátil com a fórmula CS2. Este composto é usado frequentemente como um bloco de construção em química orgânica assim como um solvente industrial e laboratorial. Tem um odor similar ao do éter, mas amostras comerciais são tipicamente contaminadas com impurezas que lhe conferem um odor desagradável típico.

## Propriedades
É um líquido imiscível com água e apenas pouco solúvel nesta. É um ótimo diluente de iodo, enxofre, fósforo, gorduras, óleos vegetais, ceras e borracha. Tal poder de dissolução é largamente empregado tanto na indústria quanto em laboratório.
Ao contrário do tetracloreto de carbono (CCl4), que em determinados usos laboratoriais tem aplicações similares, o dissulfeto de carbono é inflamável.

## Ocorrência e fabricação
Pequenas quantidades de dissulfeto de carbono são produzidas por erupções vulcânicas e marisma, por combinação do  carbono (ou coque) e enxofre a altas temperaturas. Uma reação a temperatura mais baixa, requerendo somente 600 °C utiliza gás natural como fonte de carbono na presença de silica gel ou  alumina como catalisadores:
CH4  +  1/2 S8  →  CS2  +  2H2S
A reação é análoga a combustão do metano.  Embora seja similar estruturalmente ao dióxido de carbono, CS2 é altamente inflamável:
CS2  +  3 O2  →  CO2  +  2 SO2

## Reações
Comparado ao CO2, o CS2 é mais reativo para nucleófilos e mais facilmente reduzível. Estas diferenças na reatividade podem ser atribuídas a mais fraca habilidade de doação π dos centros do sulfeto, os quais tornam o carbono mais eletrofílico. Isto é largamente usado na síntese de compostos organosulfurados tais como o Metham sodium, C2H4NNaS2 (Número CAS: 137-42-8), um fumigante de solos.

### Adição de nucleófilos
Nucleófilos tais como aminas resulta em dietilditiocarbamatos:
2R2NH  +  CS2  →  [R2NH2+][R2NCS2-]
Xantatos formam-se similarmente de alcóxidos:
RONa  +  CS2  →    [Na+][ROCS2-]
Esta reação é a base da produção de celulose regenerada, o principal ingrediente da viscose, rayon e celofane. Tanto os xantatos e os relacionados tioxantatos (derivados do tratamento de CS2 com tiolatos de sódio) são usados como agentes de flotação em processamento de minerais.
Sulfeto de sódio resulta em tritiocarbonato:
Na2S  +  CS2   →   [Na+]2[CS32-]

### Redução
Sódio reduz CS2 para dar o heterocíclico "dmit2-":
3 CS2  +  4 Na  →  Na2C3S5  +  Na2S
Redução direta eletroquímica resulta o ânion tetratiooxalato:
2 CS2  +  2e-  →  C2S42-

### Cloração
Cloração de CS2 é a principal rota para o tetracloreto de carbono:
CS2  +  3 Cl2   →   CCl4  +  S2Cl2
Esta conversão conduz-se via a intermediação de tiofosgênio, CSCl2.

### Química de coordenação
Interage bem com metais de transição da primeira série como o Fe(2+) ou Fe; Cu(2+), Ni(2+) e Co(2+ e 3+) e ainda o Co (cobalto na forma metálica a frio).

## Efeitos sobre organismos
- Polineuropatia devida a outras agentes tóxicos (G52.2)
- Encefalopatia Tóxica Crônica (G92.2)
- Neurite Óptica (H46)
- Angina Pectoris (I20.-)
- Infarto Agudo do Miocárdio (I21.-)
- Ateroesclerose (I70.-) e Doença Ateroesclerótica do Coração (I25.1)
- Efeitos Tóxicos Agudos (T52.8)